# 高背大眼鯛
高背大眼鯛，為輻鰭魚綱鱸形目的其中一個種，分布於印度西太平洋海域，棲息深度60-100公尺。本魚體中型，呈橢圓形，口大且斜，前鰓蓋骨棘短而寬，頭部和身體紅銀色，眼睛虹膜鮮紅色或淡粉紅色，背鰭，臀鰭和尾鰭為偏黃的粉紅色，背鰭硬棘10枚，背鰭軟條13-14枚，臀鰭硬棘3枚，臀鰭軟條13-15枚，體長可達35公分，棲息在有遮蔽的礁石區，可做為食用魚。自2011年，该鱼也出现于地中海海域，可能是自苏伊士运河通过雷赛布迁移而来。